# Les Nuits de Cabiria
À ne pas confondre avec Cabiria (1914).
Pour plus de détails, voir Fiche technique et Distribution.
Les Nuits de Cabiria (titre original : Le notti di Cabiria) est un film franco-italien réalisé par Federico Fellini et sorti en 1957.
Considéré comme l'une des meilleures collaborations entre Fellini et son épouse Giulietta Masina, le film remporte, entre autres prix, l'Oscar du meilleur film international en 1958.

## Synopsis
À Rome, Cabiria, une prostituée un peu simplette, échappe à la noyade après avoir été dépouillée par celui qu’elle croyait être son grand amour. Mais elle continue à porter un regard émerveillé sur la vie. Ainsi, après avoir passé une nuit enchanteresse (bien qu’elle l’ait terminée cloîtrée dans la salle de bain) chez le célèbre acteur Alberto Lazzari, elle fait la connaissance du gentil et timide Oscar. C’est de nouveau le grand amour jusqu’au soir où Oscar s’enfuit avec toutes ses économies. Au petit matin, après avoir voulu mourir, Cabiria reprend espoir au son de l’aubade que de jeunes musiciens donnent au nouveau jour.

## Fiche technique
- Titre original : Le notti di Cabiria

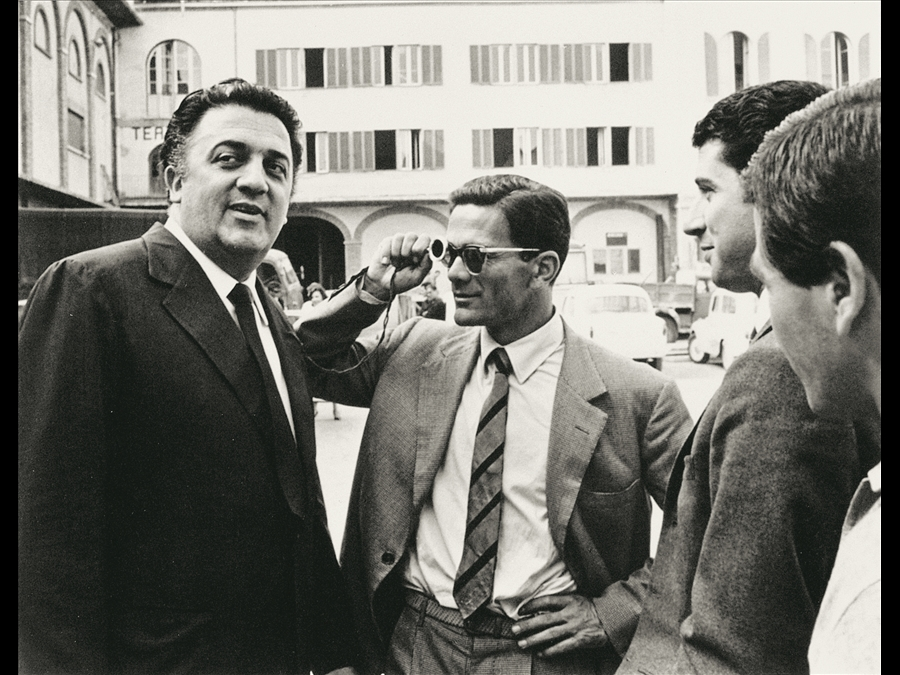
Federico Fellini avec, à sa gauche, Pier Paolo Pasolini, auteur des dialogues.

- Titre français : Les Nuits de Cabiria
- Réalisation : Federico Fellini
- Assistants : Moraldo Rossi, Dominique Delouche
- Scénario : Federico Fellini, Ennio Flaiano, Tullio Pinelli d’après leur histoire et le roman Maria Molinari de l'écrivain espagnol Sebastià Juan Arbó (1902-1984), paru en 1954.
- Dialogues : Pier Paolo Pasolini
- Direction artistique : Piero Gherardi
- Décors : Piero Gherardi
- Costumes : Piero Gherardi
- Photographie : Aldo Tonti, Otello Martelli
- Son : Roy Mangano
- Montage : Leo Catozzo, Adriana Olasio
- Musique : Nino Rota
- Producteur : Dino De Laurentiis
- Directeur de production : Luigi De Laurentiis
- Sociétés de production : Dino De Laurentiis Cinematografica (Italie), Les Films Marceau (France)
- Sociétés de distribution : Les Films Marceau (France), Les Acacias (France), Tamasa Distribution (étranger)
- Pays de production :  France,  Italie
- Langue originale : dialecte Romanesco et italien
- Format : noir et blanc — 35 mm — 1,37:1 — son monophonique (Western Electric Sound System)
- Genre : comédie dramatique
- Durée : 110 minutes
- Dates de sortie : 
  - France 10 mai 1957 au Festival de Cannes
  - Italie 26 mai 1957
- (fr) Classifications CNC : tous publics, Art et Essai (visa d'exploitation no 19023 délivré le 2 octobre 1957)
- Affiches : Pierre Levé, Jean Mascii (France)

## Distribution
- Giulietta Masina (VF : Renée Faure) : Cabiria
- François Périer : Oscar d'Onofrio
- Amedeo Nazzari (VF : Jean Davy) : Alberto Lazzari
- Ennio Girolami (VF : Jean-Claude Michel) : Amleto
- Aldo Silvani : le magnétiseur
- Franca Marzi (VF : Dominique Davray) : Wanda
- Dorian Gray : Jessy
- Mario Passante : le boiteux
- Sandro Moretti : un petit mac
- Pina Gualandri : Matilda
- María Luisa Rolando : Marisa
- Loretta Capitoli : Rosy
- Giovanna Gattinoni : la tante Nana
- Christian Tassou :

## Tournage

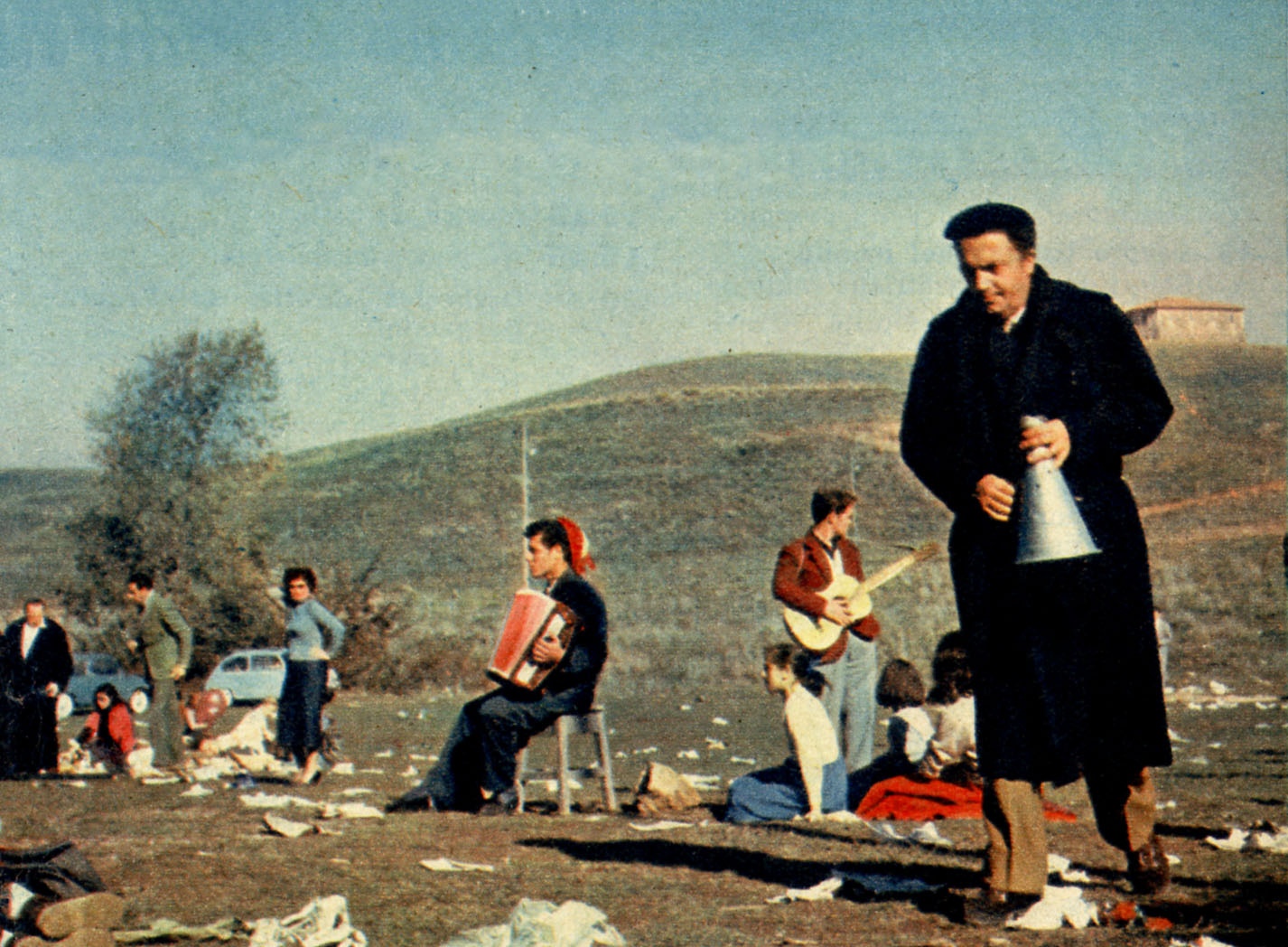
Federico Fellini en 1956 sur le tournage du film.

Les informations sur le tournage proviennent de Ciné-Ressources.
- Période des prises de vue : du 9 juillet au 1er octobre 1956.
- Les intérieurs ont été tournés à Cinecittà et les extérieurs ont été tournés dans la province de Rome : 
  - Rome et rives du Tibre ;
  - Zones de Rome : Acilia Sud, Santuario della Madonna del Divino Amore à Castel di Leva ;
  - Castel Gandolfo.

## Accueil
« Les Nuits de Cabiria reprend, résume, affine et parachève le message moral ou spirituel contenu dans les trois films précédents, mais cette fois-ci l’intelligence de la construction est diabolique, la conscience de l’efficacité de chaque détail, absolue. »

— André Bazin, France Observateur, 16 mai 1957.

« Certes la mise en scène de Fellini est, de bout en bout, magistrale, certes son film est sans faille si ce n’est l’inadéquation de l’excellent François Périer avec les coordonnées sociologiques de son personnage… certes, certes, mais Fellini crève-t-il vraiment le plafond ou nous fait-il habilement croire qu’il le crève ? Les Nuits de Cabiria sont-elles à l’image de ces peintures naïves et populaires que justement Fellini apprécie tellement, ou d’une authentique peinture de maître, consciente, lucide, organisée ? Ex-voto pour chapelle de pécheurs (ou de pécheresses) ou fresque miraculeuse de Bellini ? Voilà la question. »

— Jacques Doniol-Valcroze, France Observateur, 24 octobre 1957.

« Je voudrais me tromper. Je voudrais pouvoir placer Les Nuits de Cabiria sur le même plan que La strada, Les Vitelloni et Les Feux du music-hall. […] Si je ne le puis pas c’est, je pense, parce que les deux morceaux de grand cinéma, de profonde humanité [le sauvetage de Cabiria et sa rencontre avec des jeunes gens heureux], ces deux scènes remarquables servent de support à une suite d’aventures de Cabiria, dont les unes donnent des gages à la facilité du boulevard, les autres à ce que j’appellerais l’empirisme chrétien. […] Les Nuits de Cabiria : au total, un hybride. Un Fellini avec des impuretés, mais bien sûr, un film à ne pas manquer. »

— Simone Dubreuilh, Libération, 24 octobre 1957.

« Un film merveilleux, un film qui renferme quelques scènes absolument  inoubliables. Une fois encore sur un thème usé, rebattu, conventionnel au possible, Fellini a construit une œuvre qui ne ressemble à aucune autre. […] L’univers fellinien est proche de l’univers chaplinesque. On y retrouve la même mélancolie qui n’est pas désespoir, la même cruauté qui n’est pas amertume, et cette même confiance obstinée en le cœur des hommes qui est tout autre chose que l’optimisme béat. »

— Jean de Baroncelli, Le Monde, 13 mai 1957.

## Distinctions

### Récompenses
- Festival de Cannes 1957 :
  - Prix d'interprétation féminine à Giulietta Masina[2]
  - Mention spéciale prix OCIC (Office catholique international du cinéma) à Federico Fellini
- Festival de San Sebastián 1957 : Coquille d'argent de la meilleure actrice à Giulietta Masina
- Prix David di Donatello 1957 :  
  - Prix du meilleur réalisateur à Federico Fellini
  - Prix de la meilleure production à Dino De Laurentiis
- Oscars du cinéma 1958 : Oscar du meilleur film en langue étrangère
- Rubans d'argent 1958 (Syndicat national des journalistes cinématographiques italiens) : 
  - Meilleure actrice : Giulietta Masina
  - Meilleur réalisateur : Federico Fellini
  - Meilleur producteur : Dino De Laurentiis
  - Meilleure actrice dans un rôle secondaire : Franca Marzi
- Prix Sant Jordi du cinéma 1959 : 
  - Meilleure actrice étrangère : Giulietta Masina
  - Meilleur réalisateur étranger : Federico Fellini
  - Meilleur film étranger : Federico Fellini
  - Meilleur scénario étranger : Ennio Flaiano, Tullio Pinelli, Pier Paolo Pasolini

### Nominations
- Rubans d'argent 1958 (Syndicat national des journalistes cinématographiques italiens) : 
  - Ennio Flaiano, Federico Fellini et Tullio Pinelli nommés pour le prix du meilleur scénario
  - Amedeo Nazzari nommé pour le prix du meilleur acteur dans un second rôle
  - Nino Rota nommé pour le prix de la meilleure musique
- Bafta 1959 : 
  - Nommé pour le prix du meilleur film
  - Giulietta Masina nommée pour prix de la meilleure actrice

## Autour du film
- Le nom « Cabiria » est emprunté au film italien de 1914, Cabiria, tandis que le personnage de Cabiria lui-même est tiré d'une brève scène du film antérieur de Fellini, Le Cheik blanc. C'est le jeu d'actrice de Giulietta Masina interprétant Cabiria dans cet autre film qui a encouragé Fellini à réaliser Les Nuits de Cabiria[3]. Mais personne en Italie ne voulait financer un film avec des prostituées comme personnages principaux. Finalement, Dino de Laurentiis a accepté d'investir des fonds dans ce projet.
- Fellini a fondé un certain nombre de ses personnages sur de vraies prostituées qu'il a rencontrées en tournant Il bidone. Pour plus d'authenticité, il a été aidé par Pier Paolo Pasolini, connu pour sa familiarité avec le langage du sous-prolétariat[4].
- Le film est sorti en plein débats sur la loi Merlin proposant l'abolition des maisons closes en Italie[5].
- Le film inspira une comédie musicale, Sweet Charity (1966), écrite par Cy Coleman, Neil Simon et Dorothy Fields, conçue, dirigée et chorégraphiée par Bob Fosse, avec Gwen Verdon dans le rôle de Charity.
- Bob Fosse en tira sa première réalisation de cinéaste : Sweet Charity avec Shirley MacLaine (1969).